# Lochmaeus
Lochmaeus là một chi bướm đêm thuộc họ Notodontidae.

## Các loài
- Lochmaeus manteo Doubleday, 1841
- Lochmaeus bilineata  (Packard, 1864)